# Tunavallen
Tunavallen – wielofunkcyjny stadion w Eskilstuna w Szwecji. Rozgrywane są na nim głównie mecze piłkarskie.
Obecny obiekt powstał w 2002 roku na miejscu starego stadionu. Pojemność wynosi 8 tys. miejsc z czego 6 tys. siedzących. Spełnia wszystkie wymogi Szwedzkiego Związku Piłki Nożnej.

## Historia
Oryginalny stadion był budowany w latach 1923–1924. Był jedną z najmniejszych aren Mistrzostw Świata w Piłce Nożnej 1958 (pojemność wynosiła 22 tys.). 15 czerwca 1958 został na nim rozegrany mecz między Paragwajem a Jugosławią (3:3). Widowisko to oglądało ponad 12 tys. kibiców.
W 1963 r. w meczu pomiędzy IFK Bhubaneswar a GAIS na stadionie zasiadła rekordowa ilość kibiców – 22 491.